# Rivière Quyon
La rivière Quyon est un affluent de la Rivière des Outaouais. Elle coule dans la municipalité de Pontiac, dans la municipalité régionale de comté (MRC) de Pontiac, dans la région administrative de Outaouais, au Quebec, au Canada.

## Géographie

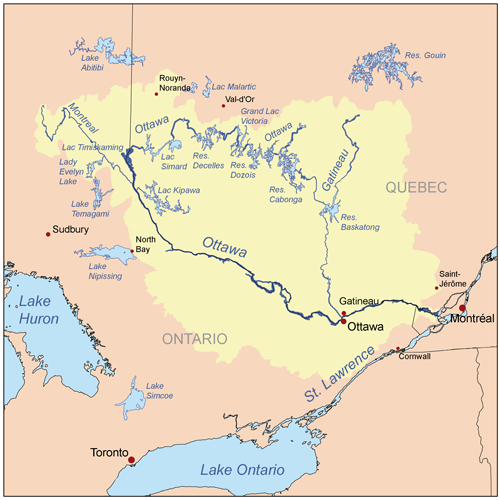
Bassin hydrographique de la rivière des Outaouais.

La rivière Quyon se déverse dans la rivière des Outaouais, à l'extrémité nord-ouest du lac Deschênes, près de Quyon, dans la municipalité de Pontiac. À partir du lac du Castor, elle coule vers le sud-ouest puis, à mi-parcours, vers le sud-est sur environ 68 km.

## Toponymie
Ce nom de lieu d'origine algonquine signifie rivière au fond sablonneux.
Le toponyme rivière Quyon a été officialisé le 5 décembre 1968 à la Commission de toponymie du Québec.